# Liste von Apfelsorten/X
Erläuterungen und Quellen: Siehe Hauptartikel!
| Apfelsorte                      | Bild            | Kreuzung aus | Erstes Auftauchen | Anmerkungen                                                    | Quellen         |
| ------------------------------- | --------------- | --- | ----------------- | -------------------------------------------------------------- | --------------- |
| X-Eleven (oder: Swing, Xeleven) |                 | ‘Gala’ × und eine Sorte mit folgenden Eigenschaften: Schorfresistent (Vf-Gen), robust gegenüber Blattläusen, robust gegen Feuerbrand und Mehltau | 2017              | Züchter: Jean-Luc Carrieres. Alle Rechte bei der Red Moon GmbH |                 |
| Xantho                          |                 | |                   |                                                                |                 |
| Xeleven                         | Siehe: X-Eleven | Siehe: X-Eleven | Siehe: X-Eleven   | Siehe: X-Eleven                                                | Siehe: X-Eleven |